# JUNK LAND
| 전문가 평가          | 전문가 평가 |
| 평가 점수            | 평가 점수   |
| 출처                 | 점수        |
| -------------------- | ----------- |
| CD 저널              | 긍정적      |
| TOWER RECORDS ONLINE | 긍정적      |

《JUNK LAND》는 일본의 싱어송라이터 타마키 코지의 여섯 번째 스튜디오 음반이다. 1997년 9월 21일, 소니 뮤직에서 발매되었다. 이 음반은 이전 음반인 《CAFE JAPAN》 (1996년) 이후 1년 만에 처음으로 발매된 스튜디오 음반이다. 타마키는 거의 작사와 작곡을 맡았고, 스도우 아키라는 여러 곡에서 타마키와 함께 가사를 공동 작곡했다. 스도우와 타마키가 프로듀싱을 담당하고 있다.
녹음은 일본에서 이루어졌으며, 거의 모든 녹음은 타마키, 스도우, 안도 사토코가 맡았으며 타마키의 가사는 이전보다 더 균형이 잡혔다. 다양한 장르의 음악이 음악적 속성으로 포함되어 있으며, 가사와 관련해서는 타마키의 생활 환경을 변화시킬 필요가 있다.
이 음반은 오리콘 차트에서 9위에 올랐다.

## 녹음
이 음반의 녹음은 1997년 소니 뮤직 스튜디오와 세딕 스튜디오에서 이루어졌다. 이전 음반에 이어 이 음반은 스도우 아키라와 타마키가 공동 프로듀싱했다.
이 음반의 거의 모든 녹음은 타마키, 안도 사토코, 스도우가 담당했다. 타마키는 거의 모든 악기를 독립적으로 담당하고 안도는 모든 키보드를 담당하며, 스도우는 부분적으로 담당하고 있다. 또한 데모 테이프 무대에서 타마키가 이 곡을 매우 좋아했기 때문에 데모 테이프로 그대로 음반에 수록하기로 결정했다.
이때 타마키는 스튜디오 근처에 집이 있어서 잠만 자고 거의 스튜디오에 갇혀 있었다. 타마키는 자신을 집으로 초대한 사람과 함께 목욕을 하는 풍습이 있었고, 스도우도 거의 매일 목욕을 했다. 스도우는 이 문제에 대해 "힘들었고, 일을 하고 있는지 목욕을 하고 있는지 모르겠다"며 "힘든다고 생각한 적이 없고, 재미있었다"라고 말하며 타마키와 오자키 유타카만이 24시간 연애를 한 아티스트라고 덧붙였다.
하지만 너무 가까워진 탓에 스도우와 타마키는 "잠시 함께 일하는 것을 그만두자"고 확인했고, 이 음반으로 인해 스도우는 타마키와의 콜라보레이션을 떠나게 되었다.

## 곡 목록
작사는 특별한 언급이 없는 한 타마키 코지가 맡았고, 작곡은 모두 타마키 코지가 맡았다.
| #   | 제목                                                                    | 작사                       | 재생 시간 |
| --- | ----------------------------------------------------------------------- | -------------------------- | --------- |
| 1.  | 〈태양 씨 (太陽さん)〉                                                  |                            | 4:20      |
| 2.  | 〈어둠을 로맨스로 해서 (闇をロマンスにして)〉                           |                            | 2:46      |
| 3.  | 〈NO GAME〉                                                             |                            | 5:44      |
| 4.  | 〈안녕 GOOD BYE (さよならにGOOD BYE)〉                                  | 타마키 코지, 스도우 아키라 | 3:54      |
| 5.  | 〈JUNK LAND〉                                                           | 타마키 코지, 스도우 아키라 | 4:56      |
| 6.  | 〈마지막 쇼 (ラストショー)〉                                            |                            | 3:14      |
| 7.  | 〈스위스 (スイスイ)〉                                                   |                            | 2:57      |
| 8.  | 〈내 사랑의 플래그 (Instrumental) (我が愛しのフラッグ (Instrumental))〉 |                            | 1:37      |
| 9.  | 〈바람에 휩쓸려 (風にさらわれて)〉                                      | 스도우 아키라              | 3:22      |
| 10. | 〈CHU CHU〉                                                             |                            | 2:44      |
| 11. | 〈부잣집 가난뱅이 (金持ちさんちの貧乏人)〉                              | 타마키 코지, 스도우 아키라 | 2:32      |
| 12. | 〈MR.LONELY〉                                                           |                            | 5:16      |
| 13. | 〈잘 자요 교회 (Instrumental) (おやすみチャチ (Instrumental))〉         |                            | 1:36      |
| 14. | 〈행복의 램프 (しあわせのランプ)〉                                      | 타마키 코지, 스도우 아키라 | 4:03      |